# Liste der Naturdenkmale in Dill
Die Liste der Naturdenkmale in Dill nennt die im Gemeindegebiet von Dill ausgewiesenen Naturdenkmale (Stand 13. Mai 2024).

## Naturdenkmale
| Nr.         | Bezeichnung                                      | Lage                             | Beschreibung | Bild                                    |
| ----------- | ------------------------------------------------ | -------------------------------- | --- | --------------------------------------- |
| ND-7140-092 | Baumgruppe am Ortsausgang in Richtung Dillendorf | Dorfstraße, gegenüber Nr. 1 Lage | Tilia sp., drei Bäume, um 1800 gekeimt, 18 m hoch bei Brusthöhenumfängen von 2,0 bis 2,65 m und Kronendurchmessern von 15 bis 17 m | Direkt Bild zu diesem Denkmal hochladen |